# Perfect Days

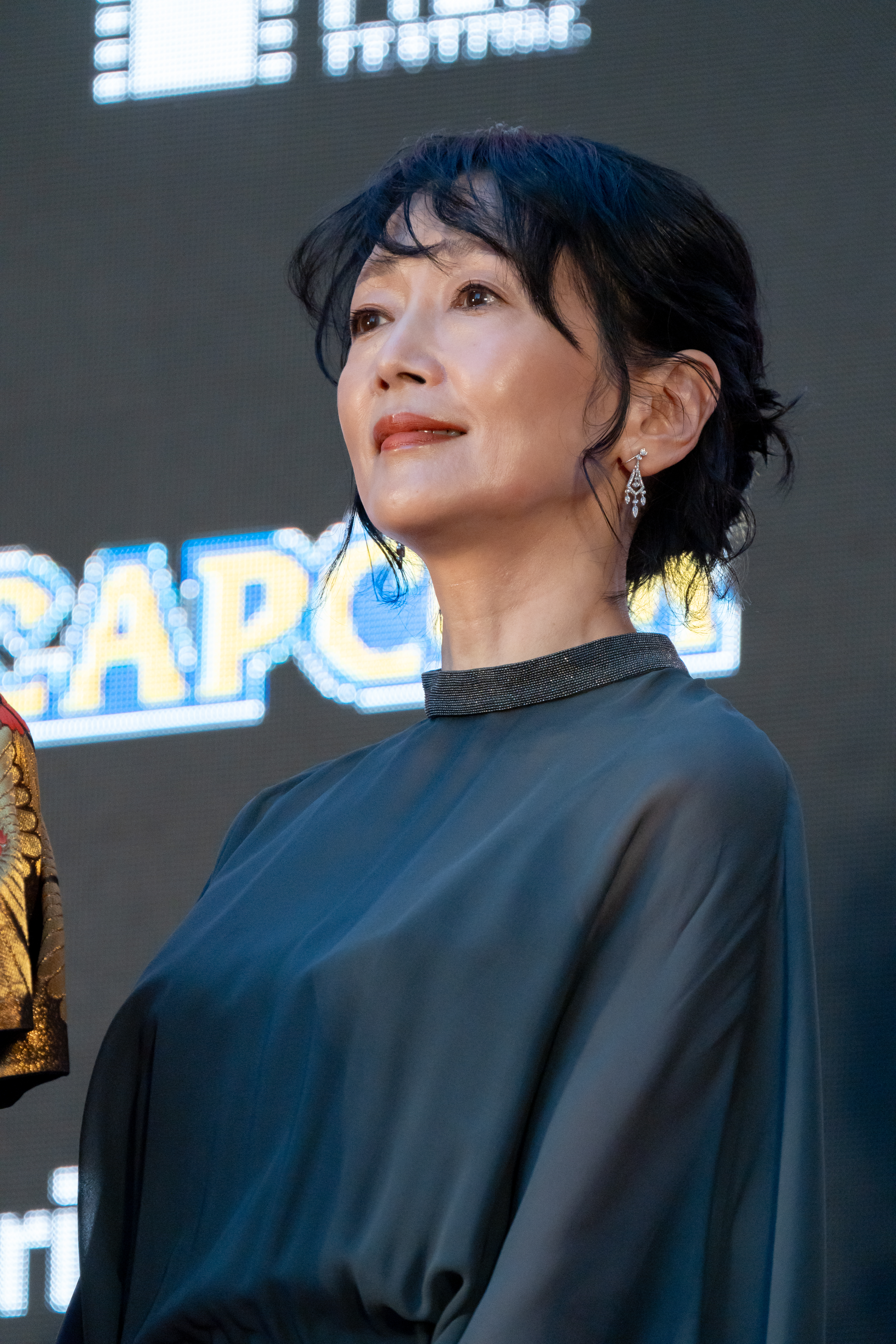
Aso Yumi en el Tokyo International Film Festival de 2023

Perfect Days es una película japonesa de 2023 dirigida por Wim Wenders, centrada en la vida cotidiana de un limpiador de urinarios públicos interpretado por el actor Kōji Yakusho.
La coproducción internacional entre Japón y Alemania compitió en la sección oficial del Festival Internacional de Cine de Cannes de 2023, en donde obtuvo el Premio del Jurado Ecuménico y el Premio al Mejor Actor para Yakusho.
Fue seleccionada como la candidata japonesa a la mejor película internacional en los Premios Óscar 2024, convirtiéndose en la primera película no dirigida por un cineasta japonés en ser nominada como candidata japonesa.

## Sinopsis
Hirayama trabaja como limpiador de baños en Tokio. Parece contento con su vida sencilla. Sigue una vida cotidiana estructurada y dedica su tiempo libre a su pasión por la música y los libros. Hirayama también tiene afición por los árboles y la fotografía.
Hirayama trabaja como limpiador de baños públicos en el exclusivo barrio de Shibuya en Tokio, al otro lado de la ciudad, en una modesta casa de vecindario al este del río Sumida. Repite su vida estructurada y ritualizada todos los días desde el amanecer. Dedica su tiempo libre a su pasión por la música, que escucha en casetes en su furgoneta de ida y vuelta al trabajo, y a sus libros, que lee todas las noches antes de dormir. Lee cuentos de William Faulkner y Patricia Highsmith, y los ensayos de Aya Kōda. Sus sueños se muestran en secuencias impresionistas y parpadeantes al final de cada día.
A Hirayama también le gustan mucho los árboles y dedica tiempo a cuidar un pequeño jardín casero y fotografiarlos. Se come un sándwich todos los días a la sombra de los árboles en los terrenos de un templo y toma fotografías de sus ramas y hojas. Su orgullo por su trabajo se manifiesta por su minuciosidad y precisión.
El joven asistente de Hirayama, Takashi, por el contrario suele llegar tarde, ser ruidoso y no tan detallista. Un día, una joven llamada Aya pasa por el baño público que Takashi está limpiando y se apresura a terminar. Intenta irse con Aya, pero su motocicleta no arranca, por lo que convence a Hirayama para que le deje usar su camioneta. Cuando Aya dice que Takashi puede quedarse con ella mientras trabaja en un bar de chicas, él se queja en voz alta de que está arruinado. Sin que Aya lo sepa, Takashi desliza una cinta de Patti Smith de Hirayama en su bolso. 
Takashi convence a Hirayama para que vaya a una tienda a vender algunos de sus viejos casetes. Cuando Takashi descubre lo valiosos que son, insta a Hirayama a venderlos, pero Hirayama se niega y le da algo de dinero en efectivo para que pueda salir con Aya. Esa misma noche, cuando Hirayama se queda sin gasolina de camino a casa, se ve obligado a vender un casete para conseguir dinero para la gasolina.
Hirayama comienza un juego de "tres en raya" con un extraño después de encontrar un trozo de papel escondido en un cubículo. El juego continúa a lo largo de la película. Cuando está almorzando, intercambia miradas furtivas con una mujer extraña que almuerza en un banco de enfrente.
Pasados unos días, Aya alcanza a Hirayama para devolverle el casete de Patti Smith. Le pide reproducirlo en su camioneta por última vez y luego le da un beso de agradecimiento en la mejilla, dejándolo visiblemente sorprendido. En su día libre, Hirayama lava la ropa, lleva a revelar el rollo de película con las fotos de su árbol, limpia su apartamento, compra un libro nuevo y cena en un restaurante donde la propietaria (Mama) comparte chismes con él. Mama canta una canción de The animals en japonés a pedido de los comensales, lo que emociona a Hirayama (aunque permanece en silencio).
Una noche Niko, la sobrina de Hirayama, aparece sin previo aviso, después de haber huido de la casa de su rica hermana Keiko. Hirayama deja que Niko se quede en su casa y lo acompañe al trabajo durante los próximos días. Los dos fotografían los árboles del parque, van a los baños públicos y andan juntos en bicicleta. Durante un paseo en bibicleta, Niko y Hirayama conversan sobre el tiempo, con las frases "ahora es ahora" y "la próxima vez es la próxima vez". Hirayama le explica a Niko que el mundo está hecho de muchos mundos, y que a veces los mismos no se conectan unos a otros. Así, le explica que el mundo de su hermana Keiko (mamá de Niko) es distinto al suyo y dejaron de estar conectados.
Finalmente, Keiko viene a recoger a Niko en un coche con chófer. Keiko no puede creer que sea limpiador de baños públicos ("En serio estás limpiando baños?" pregunta incrédula) y le pide que visite a su padre, que está enfermo y vive en una casa de retiro para ancianos. Keiko le dice que su padre ya ha perdido la memoria, y que "no lo tratará como antes" dejando entrever un pasado difícil entre ambos. Él se niega, pero abraza a su hermana. Cuando se van, Hirayama comienza a llorar desconsoladamente.
Takashi renuncia sin previo aviso, dejando a Hirayama a cargo de su turno, lo que altera su rutina habitual. Más tarde, cuando Hirayama va a al restaurante de Mama, abre la puerta y ve a la propietaria abrazando a un hombre. Hirayama sale, se apresura a comprar cigarrillos y tres tragos enlatados para consumir en la orilla de un río cercano. El hombre que Hirayama vio en el restaurante se acerca y le pide un cigarrillo. Le dice que la propietaria del restaurante es su exmujer a la que no había visto en siete años, y que ella abrió su restaurante un año después de divorciarse de él. Le dice que la visitó para hacer las paces antes de morir de cáncer y le pide a Hirayama que la cuide. Luego, los dos hombres juegan con sus sombras y finalmente se separan.
Al día siguiente Hirayama comienza la semana conduciendo su camioneta camino al trabajo. Mientras escucha a Nina Simone cantar "Feeling Good", su expresión alterna entre una amplia sonrisa y estar al borde de las lágrimas.

## Reparto
- Kōji Yakusho como Hirayama
- Tokio Emoto como Takashi
- Arisa Nakano como Niko
- Aoi Yamada como Aya
- Yumi Aso como Keiko
- Sayuri Ishikawa como Mama
- Tomokazu Miura como Tomoyama
- Min Tanaka como persona sin hogar
- Wim Wenders como cliente de la tienda de casetes

## Banda sonora
La música que Hirayama escucha con sus casetes es un motivo importante de la película. Al describir la forma en que Hirayama elige la música que escucha, Wenders dijo: "Tal vez se está aferrando al pasado. Pero también se aferra un poco a su juventud y le encanta esa música. Elige en las mañanas exactamente lo que va a escuchar ese día y no es al azar". Wenders describió a Lou Reed como "una voz poderosa en la película".
| Título                                           | Artista                | Año  |
| ------------------------------------------------ | ---------------------- | ---- |
| "The House of the Rising Sun"                    | The Animals            | 1964 |
| "Pale Blue Eyes"                                 | The Velvet Underground | 1969 |
| "(Sittin' On) The Dock of the Bay"               | Otis Redding           | 1968 |
| "Redondo Beach"                                  | Patti Smith            | 1975 |
| "(Walkin' Thru The) Sleepy City"                 | The Rolling Stones     | 1964 |
| "Perfect Day"                                    | Lou Reed               | 1972 |
| "Aoi Sakana"                                     | Sachiko Kanenobu       | 1972 |
| "Sunny Afternoon"                                | The Kinks              | 1966 |
| "The House of the Rising Sun" (Japanese version) | Sayuri Ishikawa        | 2023 |
| "Brown Eyed Girl"                                | Van Morrison           | 1967 |
| "Feeling Good"                                   | Nina Simone            | 1965 |
| "Perfect Day" (Komorebi Version)                 | Patrick Watson         | 2024 |

## Recepción

### Crítica
Perfect Days recibió reseñas generalmente positivas por parte de la crítica y de la audiencia. En el sitio web agregador de reseñas Rotten Tomatoes, la película posee una aprobación de 92%, basada en 62 reseñas, con una calificación de 7,6/10 y un consenso crítico que dice «Perfect Days, un absorbente drama de la vida liderado por una notable actuación de Kôji Yakusho, añade una joya silenciosa a la estimable filmografía del director y coguionista Wim Wenders». La audiencia le concede una aprobación de 93%, basada en más de 50 votos, con una calificación de 4,5/5.
El sitio web Metacritic otorgó a la película una puntuación de 72 de 100, basada en 13 reseñas, indicando "reseñas generalmente favorables". En el sitio IMDb los usuarios le asignaron una calificación de 7,9/10, sobre la base de más de más de 2 500 votos, mientras que en la página web FilmAffinity la película tiene una calificación de 7,5/10, basada en 282 votos.

### Premios y nominaciones
| Premio                                                           | Fecha                    | Categoría                                     | Nominados    | Resultado  | Ref.          |
| ---------------------------------------------------------------- | ------------------------ | --------------------------------------------- | ------------ | ---------- | ------------- |
| Festival de Cannes                                               | 27 de mayo de 2023       | Palma de Oro                                  | Wim Wenders  | Nominado   | [ 10 ]        |
| Festival de Cannes                                               | 27 de mayo de 2023       | Mejor actor                                   | Kōji Yakusho | Ganador    | [ 11 ]        |
| Festival de Cannes                                               | 27 de mayo de 2023       | Premio del Jurado Ecuménico                   | Wim Wenders  | Ganador    | [ 12 ]        |
| Miskolc International Film Festival                              | 9 de septiembre de 2023  | Premio Emeric Pressburger a la mejor película | Perfect Days | Nominada   | [ 13 ]        |
| Manaki Brothers Film Festival                                    | 29 de septiembre de 2023 | Golden Camera 300                             | Franz Lustig | Nominado   | [ 14 ]        |
| Asia Pacific Screen Awards                                       | 3 de noviembre de 2023   | Mejor película                                | Perfect Days | Ganadora   | [ 15 ]        |
| Asia Pacific Screen Awards                                       | 3 de noviembre de 2023   | Mejor actuación                               | Kōji Yakusho | Nominado   | [ 15 ]        |
| Montclair Film Festival                                          | 30 de octubre de 2023    | Junior Jury                                   | Perfect Days | Ganadora   | [ 16 ]        |
| Premios de la Asociación de Críticos de Cine de Boston           | 10 de diciembre de 2023  | Mejor actor                                   | Kōji Yakusho | Subcampeón | [ 17 ]        |
| Premios de la Asociación de Críticos de Cine de Washington D. C. | 10 de diciembre de 2023  | Mejor película en lengua extranjera           | Perfect Days | Nominada   | [ 18 ]        |
| Asociación de Críticos de Cine de San Luis                       | 17 de diciembre de 2023  | Mejor película internacional                  | Perfect Days | Nominada   | [ 19 ]        |
| Toronto Film Critics Association                                 | 17 de diciembre de 2023  | Mejor actuación protagonista                  | Kôji Yakusho | Subcampeón | [ 20 ]        |
| Astra Film and Creative Arts Awards                              | 6 de enero de 2024       | Mejor película internacional                  | Perfect Days | Nominado   | [ 21 ] [ 22 ] |
| Astra Film and Creative Arts Awards                              | 6 de enero de 2024       | Mejor cineasta internacional                  | Wim Wenders  | Nominado   | [ 21 ] [ 22 ] |
| Astra Film and Creative Arts Awards                              | 6 de enero de 2024       | Mejor actor internacional                     | Koji Yakusho | Nominado   | [ 21 ] [ 22 ] |
| Premios Óscar                                                    | 10 de marzo de 2024      | Mejor película internacional                  | Perfect Days | Nominada   | [ 23 ]        |
| Medallas del Círculo de Escritores Cinematográficos              | 3 de febrero de 2025     | Mejor película extranjera                     | Perfect Days | Ganadora   | [ 24 ]        |
| Premios Sant Jordi                                               | 29 de abril de 2025      | Mejor actor en película extranjera            | Kōji Yakusho | Ganador    | [ 25 ]        |